# 4651 Wongkwancheng
4651 Wongkwancheng (1957 UK1) là một tiểu hành tinh vành đai chính.